# 心臟病 (撲克牌)
心臟病是一種撲克牌遊戲，玩家需至少二人以上，是以競測玩家反應為主的遊戲，因玩法刺激而得名，該遊戲常見於台灣及香港的青少年和青年之間。

## 遊戲規則
將54張牌按人數平分（每個人拿多或少一張影響不大，但如果人數超過8-10人以上則一般會多拿一副牌合在一起玩）拿到牌後不得看自己的牌，將牌背朝上放在自己手上。
由發牌者開始依序出牌，出牌時將自己最上面一張翻開放在中間，並同時喊數字1，第2個人翻牌時喊2，把牌繼續疊放在中間，依序最多喊到K以後下一個就恢復喊1。翻開的同時，如果發現喊的數字和翻開的數字相同時，所有玩家就要立刻朝中央的牌堆拍下去，拍最慢的人（手在最上面的人）就要把中央的牌堆的牌都收回去，還有無論那個人喊到哪個數字，如果總之那個人翻到了JOKER的話就要全部蓋上去因為那是特別的牌，並由那個人重新開始從1數起出牌，如果喊的數字和牌的數字不同就繼續，但如果有人搞錯而「誤拍」，則同樣要將所有的牌收回，如同時有很多人誤拍則由拍最快的人（手在最下面的人）負責收牌。
過關規則：
遊戲的最終目標是將手中的牌全部出完，一般規定牌出完後，還要再參與「拍」約定次數後安然渡過沒收牌才能算獲勝，也就是可以離開戰局讓其他人繼續拼戰；通常過關的約定次數有一次、三次（過三關）、五次（過五關）。

## 變種版本
- 全部玩家不喊數字只出牌，考驗默背的規則。
- 加入Joker牌，無論數字喊到多少，只要出現Joker牌就要拍。
- 將所喊數字加或減特定的數字才構成拍的條件。（例如約定加1時，喊到8丟出9就要拍、約定減2時，喊到8丟出6就要拍）
- 增加在基本的「拍」的規則之外，以翻出特定數字即要立刻作特定動作，最慢的要收牌的規則。（例如看到A舉左手，看到3舉右手，看到8舉雙手）
- 亦有不用撲克牌，使用其他的工具如帶有數字或英文字母的卡片來玩的。